# Морроу (округ, Огайо)
Округ Морроу (англ. Morrow County) располагается в штате Огайо, США. Официально образован в 1848 году. По состоянию на 2010 год, численность населения составляла 34 827 человек.

## География
По данным Бюро переписи США, общая площадь округа равняется 1 054,701 км2, из которых 1 051,748 км2 суша и 2,953 км2 или 0,280 % это водоемы.

## Население
По данным переписи населения 2000 года в округе проживало 31 628 жителей в составе 11 499 домашних хозяйств и 8 854 семей. Плотность населения составляет 30,00 человек на км2. На территории округа насчитывается 12 132 жилых строений, при плотности застройки около 12,00-ти строений на км2. Расовый состав населения: белые — 98,37 %, афроамериканцы — 0,27 %, коренные американцы (индейцы) — 0,30 %, азиаты — 0,15 %, гавайцы — 0,00 %, представители других рас — 0,18 %, представители двух или более рас — 0,74 %. Испаноязычные составляли 0,58 % населения независимо от расы.
В составе 35,60 % из общего числа домашних хозяйств проживают дети в возрасте до 18 лет, 64,60 % домашних хозяйств представляют собой супружеские пары проживающие вместе, 8,10 % домашних хозяйств представляют собой одиноких женщин без супруга, 23,00 % домашних хозяйств не имеют отношения к семьям, 19,00 % домашних хозяйств состоят из одного человека, 7,90 % домашних хозяйств состоят из престарелых (65 лет и старше), проживающих в одиночестве. Средний размер домашнего хозяйства составляет 2,72 человека, и средний размер семьи 3,09 человека.
Возрастной состав округа: 27,30 % моложе 18 лет, 7,60 % от 18 до 24, 29,30 % от 25 до 44, 24,30 % от 45 до 64 и 24,30 % от 65 и старше. Средний возраст жителя округа 36 лет. На каждые 100 женщин приходится 99,40 мужчин. На каждые 100 женщин старше 18 лет приходится 98,00 мужчин.
Средний доход на домохозяйство в округе составлял 40 882 USD, на семью — 45 747 USD. Среднестатистический заработок мужчины был 33 129 USD против 22 454 USD для женщины. Доход на душу населения составлял 17 830 USD. Около 6,60 % семей и 9,00 % общего населения находились ниже черты бедности, в том числе — 12,40 % молодежи (тех, кому ещё не исполнилось 18 лет) и 7,10 % тех, кому было уже больше 65 лет.